# فرودگاه بین‌المللی نواکشوت–ام‌تونسی
فرودگاه بین‌المللی نواکشوت-ام تونسی (عربی: مطار نواكشوط الدولي - أم التونسي) یک فرودگاه بین‌المللی است که به شهر نواکشوت، پایتخت موریتانی سرویس می‌دهد. این فرودگاه در ۲۵ کیلومتری شمال این شهر واقع شده‌است. این فرودگاه در ژوئن ۲۰۱۶ به عنوان جایگزین فرودگاه بین‌المللی نواکشوت افتتاح شد.